# Emma Rigby
Emma Catherine Rigby (St Helens, Merseyside, Inglaterra; 26 de septiembre de 1989) es una actriz inglesa, más conocida por haber interpretado a Rebecca en El médico y a Hannah Ashworth en la serie Hollyoaks.

## Biografía
Emma tiene una hermana mayor llamada, Charlotte Rigby.
En 2010 comenzó a salir con el futbolista Matthew Mills; sin embargo, la relación terminó nueve meses después.

## Carrera
El 3 de octubre de 2005, se unió al elenco principal de la exitosa serie británica Hollyoaks, donde interpretó a Hannah Ashworth, hasta el 12 de febrero de 2010. Al inicio Emma había anunciado su salida de la serie en junio de 2009; sin embargo, renovó su contrato por seis meses más y su última aparición fue en 2010. En 2008 apareció como presentadora del programa The Race Against Cancer. En 2009 interpretó de nuevo a Hannah, esta vez en el spin-off de la serie llamado Hollyoaks Later.
En 2010 interpretó a Eloise en el cortometraje dramático Talk. En 2012 apareció en la película alemana The Physician, basada en el best-seller de Noah Gordon, donde interpretó a Rebecca, una mujer judía prometida que se enamora del aprendiz de médico. En 2013 se unió al elenco de la serie Once Upon a Time in Wonderland, un spin-off de la popular serie Once Upon A Time, donde interpretó a la reina roja Anastasia  hasta el final de la primera temporada en 2014.
Protagoniza dos de las películas producidas por el sitio de streaming Passionflix, llamadas El protector y Hollywood Dirt.

## Filmografía

### Series de televisión
| Año       | Título                         | Personaje       | Notas                            |
| --------- | ------------------------------ | --------------- | -------------------------------- |
| 2016      | Death in Paradise              | Laura Hagen     | episodio "The Complex Murder"    |
| 2013-2014 | Once Upon a Time in Wonderland | Reina Roja      | 13 episodios                     |
| 2013      | The Job Lot                    | Chloe Granger   | episodio # 1.1                   |
| 2013      | Ripper Street                  | Lucy Eames      | episodio "The Good of This City" |
| 2012      | Pramface                       | Carrie Ann      | episodio "Man of the Moment"     |
| 2012      | Prisoners Wives                | Gemma           | 6 episodios                      |
| 2011      | Fresh Meat                     | Rachel          | episodio # 1.1                   |
| 2011      | Becoming Human                 | Brandy Mulligan | miniserie                        |
| 2005-2010 | Hollyoaks                      | Hannah Ashworth | 196 episodios                    |
| 2009      | Hollyoaks Later                | Hannah Ashworth | 5 episodios                      |
| 2003      | Born and Bred                  | Lisa Gunstone   | episodio "The Magnificent Colin" |
| 2003      | Brookside                      | Elena Jones     | 3 episodios                      |

### Películas
| Año  | Título                   | Personaje         | Notas                                                                                     |
| ---- | ------------------------ | ----------------- | ----------------------------------------------------------------------------------------- |
| 2016 | A Cinderella Christmas   | Angie             | junto a Peter Porte                                                                       |
| 2014 | Endless Love             | Jenny             | junto a Alex Pettyfer, Robert Patrick, Joely Richardson, Bruce Greenwood y Rhys Wakefield |
| 2014 | Plastic                  | Frankie           | junto a Alfie Allen, Graham McTavish, Ed Speleers y Thomas Kretschmann                    |
| 2013 | El médico                | Rebecca           | junto a Stellan Skarsgård, Ben Kingsley, Olivier Martinez, Tom Payne y' Elyas M'Barek     |
| 2013 | El consejero             | Novia de Tony     | junto a Michael Fassbender, Brad Pitt, Natalie Dormer, Cameron Diaz y Penélope Cruz       |
| 2011 | Demons Never Die         | Samantha          | junto a Robert Sheehan y Ashley Walters                                                   |
| 2011 | Analogue Love            | Maggie            | corto - junto a Emmett J. Scanlan y Bernard Hill                                          |
| 2011 | Gridiron UK              | Jenny             | junto a Alison Carroll                                                                    |
| 2010 | Talk                     | Eloise            | corto - junto a Stefan D'Bart                                                             |
| 2009 | A Kingdom Without a King | Alicia Waterstone | junto a Martyn Hill                                                                       |

### Teatro
| Año  | Obra              | Personaje        | Notas                                           |
| ---- | ----------------- | ---------------- | ----------------------------------------------- |
| 2010 | Wolfboy (musical) | Enfermera Cherry | junto a Daniel Boys, Gregg Lowe y Paul Holowaty |

## Premios y nominaciones
| Año  | Categoría                             | Premio                    | Serie     | Resultado |
| ---- | ------------------------------------- | ------------------------- | --------- | --------- |
| 2009 | Sexiest Female                        | British Soap Award        | Hollyoaks | Nominada  |
| 2009 | Best Soap Actress                     | TV Quick Award            | Hollyoaks | Nominada  |
| 2008 | Best Actress                          | British Soap Award        | Hollyoaks | Ganadora  |
| 2008 | Best Dramatic Performance             | British Soap Award        | Hollyoaks | Nominada  |
| 2008 | Best Storyline (anorexia de Hannah)   | British Soap Award        | Hollyoaks | Nominada  |
| 2008 | I'm a Survivor - Bravest Soul in Soap | All About Soap Award      | Hollyoaks | Ganadora  |
| 2007 | Best Actress                          | British Soap Award        | Hollyoaks | Nominada  |
| 2007 | Most Popular Actress                  | National Television Award | Hollyoaks | Nominada  |